# Alin-Costel Prunean
Alin-Costel Prunean (n. 24 mai 1976, Zalău, Sălaj, România) este un deputat român, ales în 2020 din partea PLUS. 